# Louis Delétraz
Louis Delétraz (Genebra, 22 de abril de 1997) é um automobilista suíço. 
É filho de Jean-Denis Délétraz, ex-piloto de Fórmula 1 entre 1994 e 1995.

## Carreira

### Cartismo
Iniciou sua carreira no kart em 2008.

### Fórmula Renault
Delétraz profissionalizou-se em 2013, disputando a Fórmula Renault 2.0 NEC, vencendo a temporada 2015 da categoria. Paralelamente, competiu na Eurocopa de Fórmula Renault 2.0 pelas equipes AVF e Josef Kaufmann Racing.
Em fevereiro de 2016, Delétraz foi confirmado como membro do programa de jovens pilotos da Renault.

### GP2 Series
Em novembro de 2016, foi contratado pela Carlin para disputar as corridas em Yas Marina, válidas pela temporada da GP2. Não conseguiu pontuar em nenhuma das duas provas.

### Fórmula 2
Em dezembro de 2016, depois de participar dos testes pós-temporada, Delétraz assinou com a Racing Engineering para disputar o Campeonato de Fórmula 2 de 2017 em tempo integral, ao lado de Gustav Malja. Porém, ele permaneceu na equipe somente até a etapa de Hungaroring, disputando o restante da temporada pela Rapax.
Para a temporada de 2018, Delétraz se transferiu para a estreante Charouz Racing System. Para a disputa da temporada seguinte, ele se mudou para a Carlin.
Para a temporada de 2020, Delétraz se mudou para a equipe Charouz Racing System.

### Endurance
O suíço Louis Delétraz tem um longo histórico de participação em provas de longa duração. Para a temporada de 2024, Deletraz é piloto oficial da Wayne Taylor Racing no campeonato IMSA classe GTP . Foi vencedor geral das 12 Horas de Sebring edição de 2024.